# Cercle podaire
Ne doit pas être confondu avec Cercle polaire.

Cercle podaire du point P par rapport au triangle ABC.

En géométrie, le cercle podaire d'un point par rapport à un triangle de référence est le cercle passant par les projetés du point sur les côtés du triangle. Le triangle ayant ces trois projetés pour sommets est appelé triangle podaire du point par rapport au triangle de référence.
Le terme « podaire » est parfois remplacé par « pédal » ce qui peut entrainer une confusion avec la définition du triangle cévien qui est aussi désigné comme triangle pédal.

## Définition
On considère un triangle ABC et un point P coplanaire, différent de A, B et C. On construit les points PA, PB, PC, les projetés orthogonaux de P sur (BC), (AC), (AB) respectivement. Le cercle podaire de P pour le triangle ABC est donc l'unique cercle passant par PA, PB et PC, qu'on appelle donc triangle podaire de P pour le triangle ABC.

### Propriétés

Un point et son conjugué isogonal ont le même cercle podaire.

Pour un triangle donné, un point et son conjugué isogonal ont le même cercle podaire.
Le centre de l'hyperbole équilatère passant par A, B, C et P se trouve également sur le cercle podaire de P par rapport à ABC.

### Cas particuliers
Le cercle podaire du centre du cercle inscrit du triangle est son cercle inscrit.
Le cercle podaire de l'orthocentre du triangle est son cercle d'Euler, son triangle podaire est donc le triangle orthique.
Le triangle podaire du premier point isodynamique est le triangle équilatéral inscrit au premier triangle de surface minimale.
Quand le point P est sur un des côtés (étendu) du triangle, le cercle podaire dégénère en une droite, qu'on appelle droite podaire.

## Théorèmes de Fontené
Il existe trois théorèmes attribués à Georges Fontené sur les propriétés des cercles podaires.

### Premier théorème de Fontené

Premier théorème de Fontené

Soit ABC un triangle, on note O son centre du cercle circonscrit, et P un point du plan, A'B'C' le triangle médian de ABC, et XYZ le triangle podaire de P par rapport à ABC. On note D, E, F les intersections des côtés (éventuellement prolongés) de A'B'C' et XYZ (e.g., D est l'intersection de (B'C') et (YZ), etc.), alors les droites (XD), (YE) et (ZF) sont concourantes en un point M commun aux cercles circonscrits à A'B'C' (qui est donc le cercle d'Euler de ABC) et XYZ.
Ce point est appelé le "point de Fontené de O et P relativement à ABC".

### Deuxième théorème de Fontené
Ce résultat est aussi connu sous de théorème de Griffiths, du nom du mathématicien John Griffiths,.
On considère un point mobile P sur une droite fixe qui passe par le centre du cercle circonscrit au triangle ABC. Alors le faisceau de cercles podaires de P par rapport à ABC passe par un point fixe sur le cercle d'Euler de ABC, appelé point de Griffiths du cercle d'Euler.

### Troisième théorème de Fontené
Pour un triangle ABC, le cercle podaire d'un point P par rapport à ABC est tangent au cercle d'Euler de ABC si et seulement si P, son conjugué isogonal et le centre du cercle circonscrit à ABC sont alignés,.
On peut en déduire le théorème de Feuerbach, en prenant le centre du cercle inscrit à ABC comme point P.

## Cercles podaires dans un quadrilatère

### Points d'Euler et de Poncelet d'un quadrilatère
En géométrie, le centre d'Euler d'un quadrilatère (ou point d'Euler) est le point de concours des quatre cercles d'Euler des triangles formés à partir des sommets du quadrilatère,,.
Le point de Poncelet d'un quadrilatère se construit sur un principe similaire : au lieu de construire les cercles d'Euler des triangles, donc passant par les milieux des côtés de chaque triangle, on construit les cercles passant par les milieux des trois segments issus d'un même sommet. Ces quatre cercles sont concourants en un même point, appelé point de Poncelet du quadrilatère.

Points d'Euler et de Poncelet d'un quadrilatère convexe.
Points d'Euler et de Poncelet d'un quadrilatère concave.

### Point d'Euler-Poncelet
Cercles podaires d'un quadrilatère
Pour un quadrilatère ABCD, on appelle cercle podaire de ABCD issu de A le cercle podaire de A par rapport au triangle BCD.
Point d'Euler-Poncelet
Dans un quadrilatère ABCD, les cercles d'Euler des quatre triangles ABC, ABD, ACD, BCD sont concourants en un point, appelé point d'Euler-Poncelet du quadrilatère.
Propriétés

Le centre d'Euler d'un quadrilatère est le centre de l'unique hyperbole équilatère passant par les quatre sommets du quadrilatère.

Le point d'Euler-Poncelet se trouve sur les quatre cercles podaires de ABCD issus de chacun des sommets.
On note R le point d'intersection de (AB) et (CD), S le point d'intersection de (AC) et (BD), T le point d'intersection de (AD) et (BC). Le point d'Euler-Poncelet est sur le cercle circonscrit du triangle PQR.
Les points d'Euler et de Poncelet d'un quadrilatère sont symétriques par rapport au centre de gravité du quadrilatère.
Le centre d'Euler du quadrilatère est le centre de l'unique hyperbole équilatère passant par les quatre sommets.